# 野口春香
野口 春香（のぐち はるか、1996年2月21日 - ）は、NHK高松放送局の契約キャスター。

## 来歴
香川県高松市出身。
英明高等学校卒業。
2019年4月から2022年3月まで瀬戸内海放送 (KSB) 専属リポーターを務めた後、NHK高松放送局契約キャスターになる。

## 人物・エピソード
- 大学時代にKSBFM香川アナウンススクールに通っていた。
- 元NHK鳥取放送局契約キャスターで、民放局アナウンサーに転じた現四国放送アナウンサーの野口七海は実姉である[6]。

## 担当番組
- ゆう6かがわ[7]
- ラジオニュース（NHK高松局発）

## 瀬戸内海放送時代の担当番組
- にこまるカフェ[4]
- にこまるinfo[8]
- Newsジェニック[8]
- 知っとかナイト！[9]